# Exphora longipennata
Exphora longipennata är en insektsart som beskrevs av Victor Lallemand 1950. Exphora longipennata ingår i släktet Exphora och familjen Nogodinidae. Inga underarter finns listade i Catalogue of Life.